# Filistatidae
Die Filistatidae sind eine Familie der Echten Webspinnen und umfassen 18 Gattungen mit 126 Arten. (Stand: Juni 2016)
Die Familie wird im Deutschen von Bellmann (1997) auch „Lochröhrenspinnen“ genannt. Sie sind weltweit verbreitet. In der Schweiz ist nur Pritha nana nachgewiesen (Blick u. a., 2004). Weitere Vertreter der Familie sind bislang noch nicht in Mitteleuropa gefunden worden.

## Beschreibung
Bestimmungsmerkmal der Familie ist der von oben gesehen eiförmige Vorderleib (Prosoma) und die Augenstellung. Die acht Augen liegen dicht beieinander auf einem Hügel am oberen Stirnrand, deutlich vor dem Vorderende des Prosomas (Bellman; Heimer und Nentwig, 1991). Filistata-Arten weisen keine deutliche Zeichnung auf. Die Form der Brustplatte (Sternum) und das Vorhandensein des Cribellums sind wichtige Merkmale. Die Männchen sind nur im Herbst und Winter (Tropen!) anzutreffen (Sauer und Wunderlich, 1985).
Die größte Art der Familie ist mit 7 mm (Männchen) bis 14 mm (Weibchen) Filistata insidiatrix (Bellmann). Filistata insidiatrix hat einen grauen Hinterleib (Opisthosoma) und ein gelbbraunes Prosoma mit kräftigen Beinen. Die acht Augen sind dicht gedrängt auf einem gemeinsamen Hügel (Bellmann, Heimer & Nentwig, 1991).
Pritha nana wird nur 2,5 bis 4,4 mm groß. Die Weibchen leben mehrere Jahre, die Männchen sind einjährig.

## Lebensweise

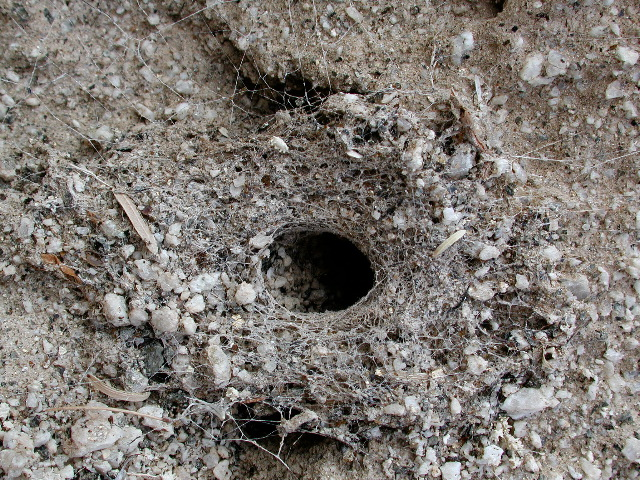
Netz einer Filistatidae-Art

Die Angehörigen der Filistatidae hausen zwischen Steinen, in Mauerritzen oder Felsspalten, in denen sie sich Wohnröhren weben, die sich nach außen wie ein Trichter öffnen und in ein dichtes Gewebe cribellater Fangfäden (Fangwolle, vgl. Spinnennetz) übergehen. Radial ausstrahlende Fäden ergänzen das Fanggewebe (Bellmann, 1997). Der scheibenförmige Fangteppich von Filistata kann die Größe eines Handtellers erreichen. Die weiß schimmernden cribellaten Fäden halten die Beute zurück und die Spinne schnellt aus ihrer Wohnröhre hervor, in der sie sich fast ausschließlich aufhält. In dieser Wohnröhre bewacht das Weibchen auch ihren Eikokon (Sauer & Wunderlich, 1985). Die Tiere der Gattung Filistata können bis zu zehn Jahre alt werden (Foelix, 1979; Sauer & Wunderlich, 1985).

## Verbreitung

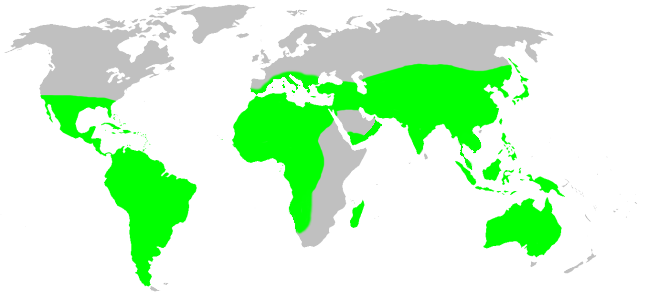
Verbreitungskarte der Filistatidae

Die Filistatidae bilden eine relativ kleine Spinnenfamilie mit 18 Gattungen und 126 Arten. Von 21 Arten sind nur die Weibchen, von weiteren 5 Arten nur die Männchen bekannt. Viele Arten sind nur durch eine einzige taxonomische Publikation bekannt. Ein Grund für den geringen Kenntnisstand über diese Spinnenfamilie könnte ihre verborgene Lebensweise in schwer zugänglichen Bergregionen sein. Wegen ihrer unauffälligen Färbung und schwer unterscheidbarem Habitus sind viele Arten nur durch die Untersuchung ihres Genitalapparats klar zu bestimmen. Pholcoides afghana wurde erst 2009 von der Familie Pholcidae in die Familie Filistatidae transferiert.
Der Verbreitungsschwerpunkt der Familie liegt in den Tropen und Subtropen der alten Welt. Dazu gehören Südeuropa sowie Klein- und Zentralasien, China, Australien und Ozeanien sowie Teile Afrikas. Im Norden reicht das Verbreitungsgebiet bis zum 47. Breitengrad.
Die Gattungen Filistatinella und Kukulcania sind in Nordamerika beheimatet und werden dort häufig mit der „Brown recluse spider“ (Loxosceles reclusa) verwechselt. Die Gattung Filistatoides ist in Südamerika anzutreffen.
Sahastata nigra ist laut Platnick (2005) vom Mittelmeer bis nach Indien verbreitet; während die anderen drei Arten der Gattung Sahastata in Indien und im Jemen beheimatet sind. Pritha nana ist nach Platnick (2005) nur im Mittelmeerraum, aber von Maurer und Hänggi 1990 in der Schweiz nachgewiesen (Blick u. a., 2004). Auch Filistata insidiatrix sowie Pritha pallida sind im Mittelmeerraum gefunden worden.

## Systematik
Der World Spider Catalog listet für die Filistatidae aktuell 18 Gattungen und 126 Arten. (Stand: Februar 2016)
- Afrofilistata Benoit, 1968
  - Afrofilistata fradei (Berland & Millot, 1940)
- Andoharano Lehtinen, 1967
- Filistata Latreille, 1810
- Filistatinella Gertsch & Ivie, 1936
- Filistatoides F. O. Pickard-Cambridge, 1899
- Kukulcania Lehtinen, 1967
- Lihuelistata Ramírez & Grismado, 1997
  - Lihuelistata metamerica (Mello-Leitão, 1940)
- Microfilistata Zonstein, 1990
- Misionella Ramírez & Grismado, 1997
- Mystes Bristowe, 1938
  - Mystes oonopiformis Bristowe, 1938
- Pholcoides Roewer, 1960[3]
  - Pholcoides afghana Roewer, 1960
- Pikelinia Mello-Leitão, 1946
- Pritha Lehtinen, 1967
- Sahastata Benoit, 1968
- Tricalamus Wang, 1987
- Wandella Gray, 1994
- Yardiella Gray, 1994
  - Yardiella humphreysi Gray, 1994
- Zaitunia Lehtinen, 1967